# آيت حلي كيكو (كيكو)
آيت حلي كيكو هي إحدى مشيخات المملكة المغربية، تتبع جغرافيا لإقليم بولمان وإداريًا لكيكو. يقدر عدد سكانها بـ 3065 نسمة حسب الإحصاء الرسمي للسكان والسكنى لسنة 2004.